# Boisar
Boisar è una suddivisione dell'India, classificata come census town, di 14.684 abitanti, situata nel distretto di Thane, nello stato federato del Maharashtra. In base al numero di abitanti la città rientra nella classe IV (da 10.000 a 19.999 persone).

## Geografia fisica
La città è situata a 19° 48' 0 N e 72° 45' 0 E e ha un'altitudine di 9 m s.l.m..

## Società

### Evoluzione demografica
Al censimento del 2001 la popolazione di Boisar ammontava a 14.684 persone, delle quali 8.174 maschi e 6.510 femmine, di cui 2.184 bambini di età inferiore o uguale ai sei anni, 1.202 maschi e 982 femmine; infine, coloro che erano in grado di saper almeno leggere e scrivere erano 11.308, dei quali 6.794 maschi e 4.514 femmine.